# زفره (کوهپایه)
زِفره روستایی از توابع بخش سیستان شهرستان کوهپایه است.

## جمعیت
این روستا در دهستان زفره قرار دارد و بر پایه سرشماری عمومی نفوس و مسکن در سال ۱۳۹۵، جمعیت آن برابر با ۱٬۷۵۰ نفر (۶۳۹ خانوار) بوده‌است.

## اقتصاد
در قدیم شغل اکثر مردم زفره کشاورزی و دامداری بوده، برخی نیز در کارخانجات صنعتی مشغول به کار بودند وبعد از گذشت زمان فرزندان آنها برای تحصیل به شهر فرستاده شده و در دانشگاههای معتبر سراسر دنیا به تحصیل مشغول شده و هم اکنون جزو مفاخر ایران می باشند از جمله خاندان  عقیلی و پیرعلی میتوان نام برد که امروزه در جایگاههای مهم ایران در حال فعالیت میباشند. با توجه به خشکسالی های پی در پی و کاهش رونق کشاورزی در سالهای اخیر و با توجه به اینکه در دهه های گذشته چندین واحد صنعتی خرد در اطراف زفره ساخته و راه اندازی شده است شغل اصلی تعدادی از ساکنان زفره به سمت اشتغال صنعتی متمایل و کشاورزی به شغل دوم تبدیل شده است.در زفره مشاغل خانگی از جمله قالیبافی زنان، قلم زنی و ... نیز وجود دارد.
فاصله نزدیک حدود 65 کیلومتری به مرکز استان و سهولت رفت و آمد به مرکز شهر نیز باعث ایجاد جاذبه بیشتر برای بسط و گسترش صنایع کوچک در این منطقه شده است.
این فاصله کوتاه تا شهر اصفهان و آب و هوای نسبتا معتدلتر نسبت به شهر اصفهان و وجود چشمه های آب معدنی در زفره و منطقه ییلاقی نچفت همگی باعث رونق گرفتن تدریجی گردشگری خصوصا در پایان هفته ها نیز شده است.

## محصولات
عمده محصولات این دهستان بادام و گردو و سیب زمینی و انار و توت و مرکبات با کیفیت بسیار خوب می‌باشد. گیاه کتیرا در پوششهای سطحی بیابانهای زفره و اطراف آن به وفور یافت می‌شود. در زفره کارهای دستی و هنرهای سنتی نیز دائر می‌باشد. گیوه ملکیهای زفره معروف است.

## آثارباستانی
از جمله بناهای تاریخی و مهم و دیدنی در زفره مسجد جامع زفره می‌باشد که سابقه اش به سال ۷۹۰هجری قمری بر می‌گردد.
از جاذبه ی‌های دیگر زفره می‌توان به برج دیدبانی اشاره کرد که قدمت آن به دوران قاجار بازمی‌گردد و برای حفاظت از روستا در مقابل راه زنان ساخته شده‌است
مردمان قدیمی این دهستان همچنان با گویش خاص و باستانی مناطق اطراف اصفهان که گویش ولاتی (یا ولایتی) نیز نامیده می شود صحبت می کنند که بازمانده زبان مادی است قدمتی حدود ۳ هزار سال دارد.
در مجاور این روستا سه مزرعه که از توابع این روستا می‌باشند قرار گرفته که مزرعه عبدالله، مزرعه مشهدی و مزرعه رجبعلی نام دارند.
در مزرعه عبدالله حمام خزینه ای از دوران پهلوی وجود دارد که هم‌اکنون خرابه ای آن باقی مانده‌است.
این مزرعه در زمان‌های قدیم دارای آسیاب، خانه بهداشت، و یک مدرسه که نام آن مدرسه ناصریه مزرعه عبدالله است بوده بعدها توسط جهاد سازندگی حمامی برای اهالی این مزرعه ساخته شده این مزرعه اکنون تقریباً خالی از سکنه است